# Mongo Stojka
Johann Mongo Stojka (Guntramsdorf, 1929. május 20. – 2014. március 16.) ausztriai cigány szőnyegkereskedő, zenész és író.

## Életútja
A cigányok lovári népcsoportjához tartozó Bagareschtschi-klán leszármazottja volt, amely az 1870-es évek környékén érkezett a Havasalföldről Bécsbe. Ausztria 1938-as annektálása után a családnak sok áldozatot kellett gyászolnia – 200 hozzátartozója közül csak néhány családtag élte túl a koncentrációs táborokat. Ő maga túlélte Auschwitz-Birkenau, Buchenwald és Flossenbürg koncentrációs táborait. Apját a dachaui koncentrációs táborba deportálták, majd Schloss Hartheimbe került, ahol meggyilkolták. Anyjával és négy testvérével túlélte a porajmost. 
Fia, Harri Stojka (1957) dzsesszgitáros. Testvérei, Karl (1931–2003) és Ceija (1933–2013). Unokaöccse Karl Ratzer (1950) dzsesszgitáros.
Hosszú évekig nem beszélt koncentrációs táborban töltött időkről. Csak fia, Harri győzte meg, hogy beszámoljon életéről, amit először a Steven Spielberg által alapított Shoah Alapítványnak, majd a Papierene Kinder című könyvében tett meg.
1999-ben gesztenyefát ültetett az utazó cigányok egykori táborának, a "Hellerwiese"-nek a helyére. A kis parkot 2003-ban nagymamájáról nevezték át Barankaparknak.
2014. március 16-án hunyt el. A bécsi Neustifi temetőben nyugszik.

## Műve
- Mongo Stojka: Papierene Kinder. Glück, Zerstörung und Neubeginn einer Roma-Familie in Österreich. Molden, Wien 2000, ISBN 3-85485-045-X

## Fordítás
Ez a szócikk részben vagy egészben  a   Mongo Stojka című német Wikipédia-szócikk ezen változatának fordításán alapul.  Az eredeti cikk szerkesztőit annak laptörténete sorolja fel. Ez a jelzés csupán a megfogalmazás eredetét és a szerzői jogokat jelzi, nem szolgál a cikkben szereplő információk forrásmegjelöléseként.